# Mark Batty
Mark Batty (* 7. Dezember 1986) ist ein kanadischer Cyclocross- und Straßenradrennfahrer.
Mark Batty wurde 2007 in Kamloops kanadischer Meister im Cyclocross der U23-Klasse. Auf der Straße fuhr er von 2008 bis 2011 für verschiedene Continental Teams.

## Erfolge
2007
- Kanadischer Meister (U23)

## Teams
- 2008 Team R.A.C.E. Pro
- 2009 Planet Energy
- 2010 SpiderTech-Planet Energy
- 2011 Team SpiderTech-C10